# Warren Dobson
Warren Robert Dobson (* 7. März 1980 in Ranfurly) ist ein neuseeländischer Curler.
Dobson nahm bisher an sechs Pazifikmeisterschaften teil und hat diese in den Jahren 2003 und 2004 gewinnen können. 
An den Weltmeisterschaften von 2004 und 2005 nahm Dobson teil, ging aber leer aus.
2006 nahm Dobson an den Olympischen Winterspielen in Turin teil. Die Mannschaft belegte den zehnten Platz.